# El Comercio de Gijón
El Comercio de Gijón ist eine am 2. September 1878 von Intellektuellen und Industriellen aus Gijón in Asturien gegründete spanische Zeitung. 
Die Herausgeberschaft prägte entscheidend den Inhalt, der von moderner Wirtschaftsberichterstattung dominiert war. Es galt zu seiner Zeit als Podium des Bürgerdisputs, der Auswirkungen auf die Regionalgeschichte zeitigte. Alfredo Garcia reformierte ab 1909 das Blatt, dessen Chefredakteur er später wurde. Dazu gehörte eine verstärkte Hinwendung zu modernen Druckverfahren, die dem Provinzblatt ermöglichten, die Auflagezahlen deutlich zu erhöhen. Die verkaufte Auflage betrug zwischen Januar und Dezember 2006 im Durchschnitt 27.449 Exemplare.
Seit 1995 gehört El Comercio de Gijón zur stärksten spanischen Mediengruppe Vocento. Es unternahm den Schritt zu einer eigenen Digitalausgabe. Derzeit erscheint die Zeitung mit vier Lokalausgaben in Gijón, Asturien, Avilés und im Osten Asturiens.